# Feliks Nowowiejski
Feliks Nowowiejski (ur. 7 lutego 1877 w Barczewie, zm. 18 stycznia 1946 w Poznaniu) – polski kompozytor późnoromantyczny, dyrygent, pedagog, organista-wirtuoz, organizator życia muzycznego, szambelan papieski. Twórca melodii Roty („Nie rzucim ziemi skąd nasz ród”).

## Życiorys

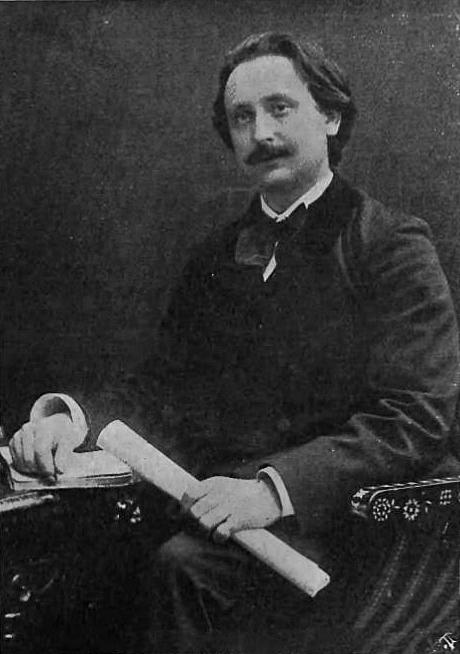
Feliks Nowowiejski około 1905 roku

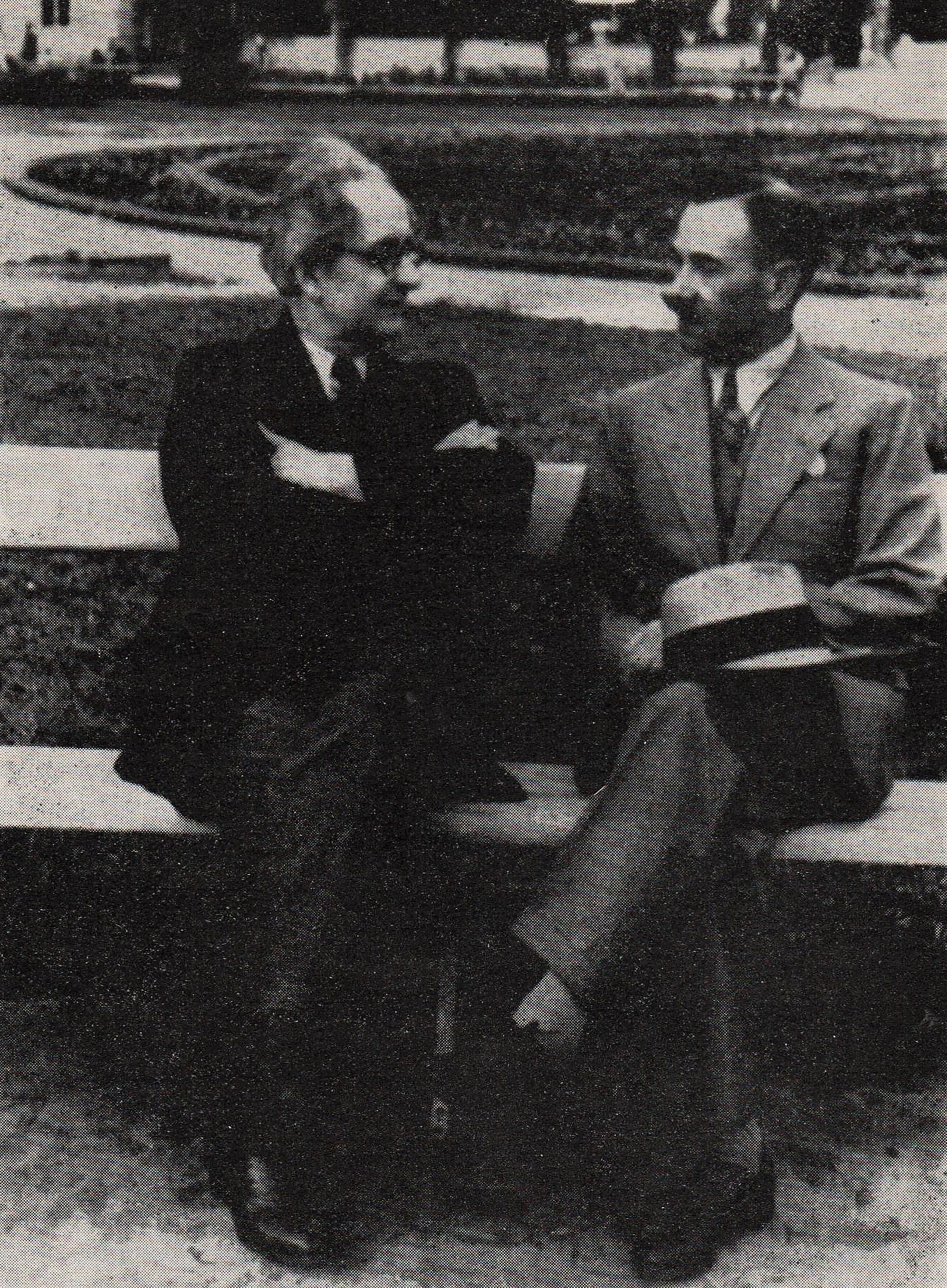
Feliks Nowowiejski i Stanisław Splewiński, Ciechocinek (1938)

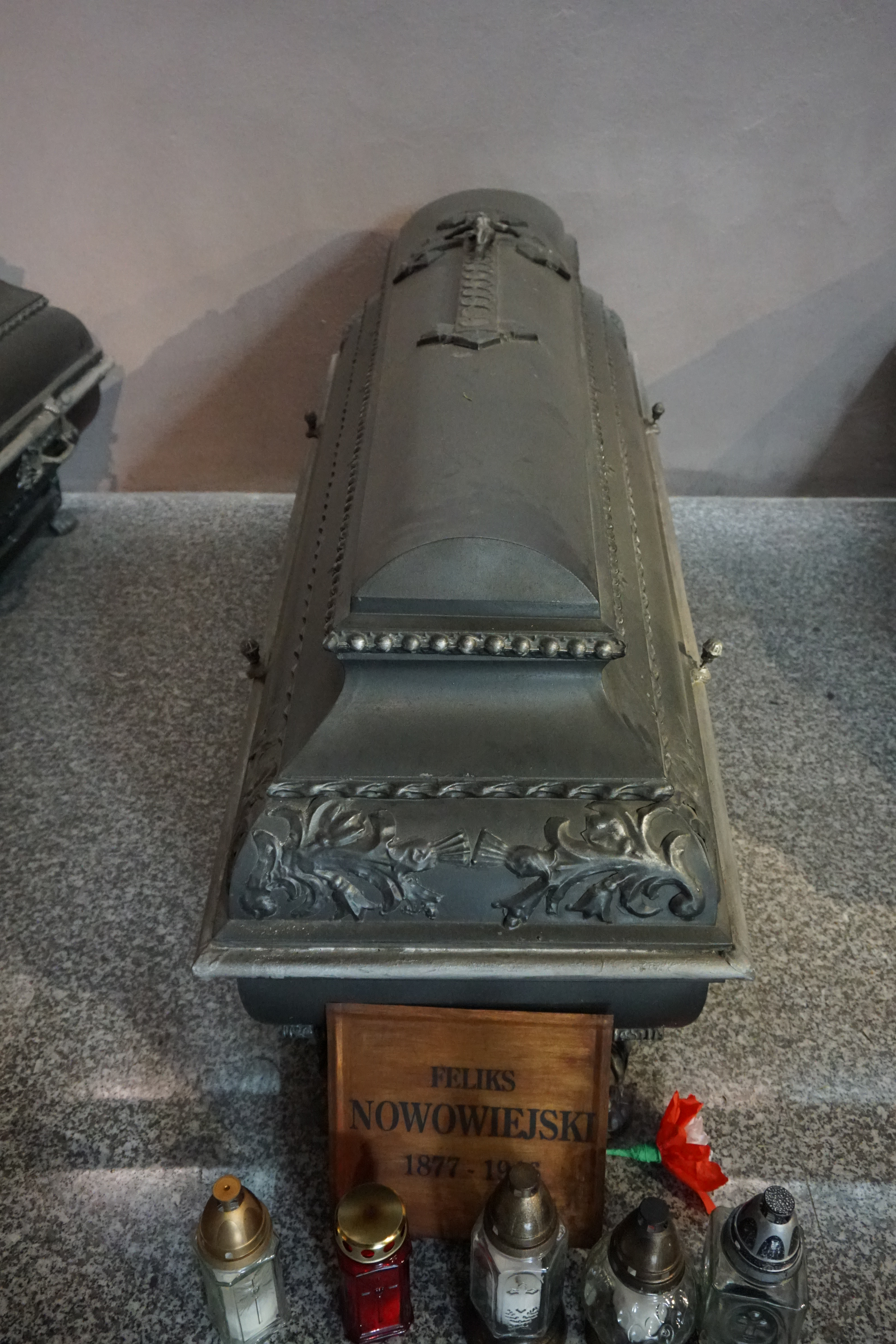
Trumna z prochami Feliksa Nowowiejskiego w krypcie Zasłużonych Wielkopolan w kościele św. Wojciecha w Poznaniu

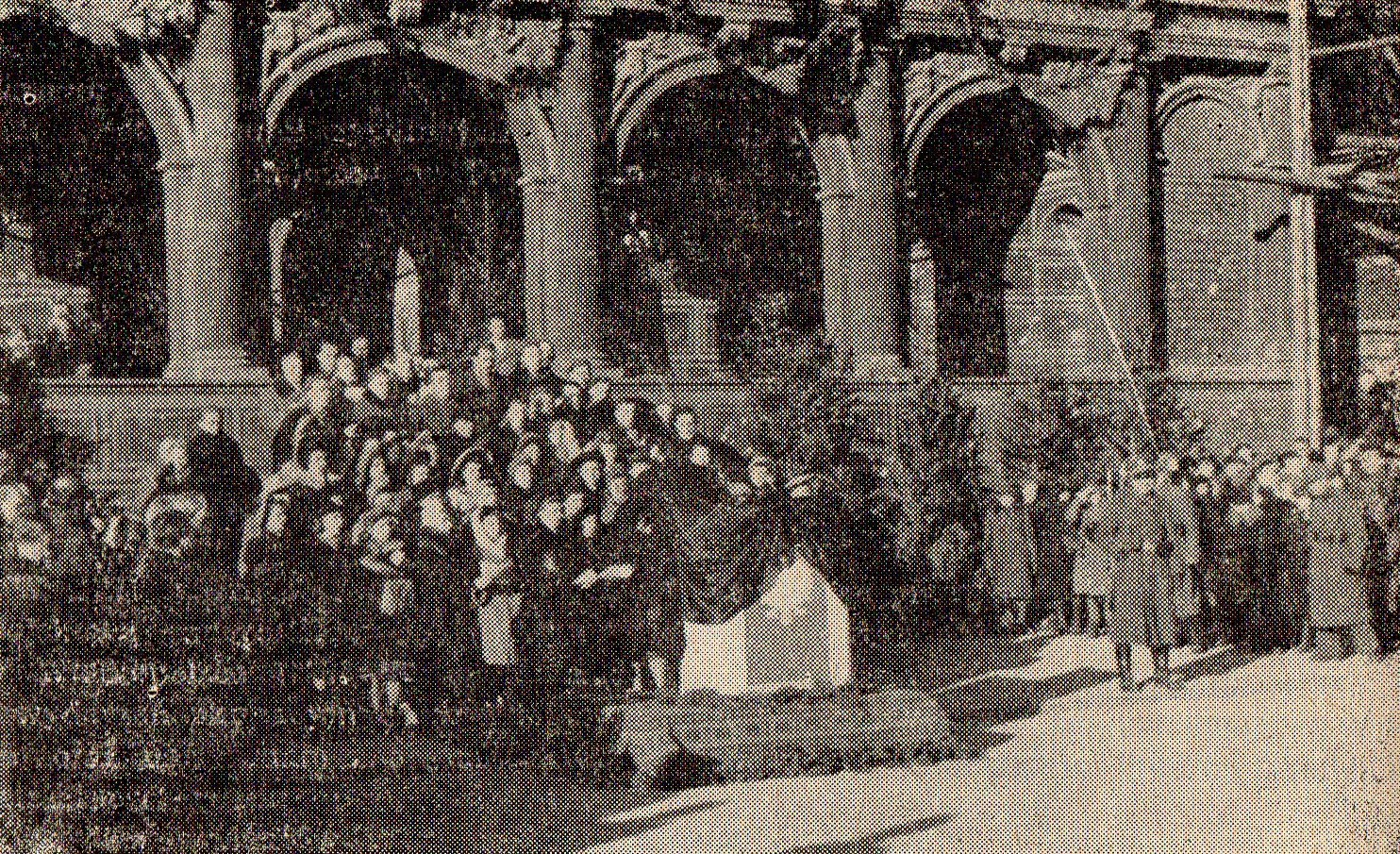
Pogrzeb w Poznaniu (22 stycznia 1946)

### Okres warmiński
Urodził się i dorastał w miasteczku Wartembork (dziś Barczewo, 17 km od Olsztyna) na Warmii, wówczas znajdującym się w zaborze pruskim. Był piątym z 11 dzieci krawca Franciszka (Franz Adam) i jego drugiej żony Katarzyny (Katharina z domu Falk). Rodzina ojca wywodziła się z Mazowsza i od kilku pokoleń mieszkała na Warmii. Franciszek współpracował z polskimi gazetami i prowadził bibliotekę Towarzystwa Czytelni Ludowych. Matka była niemiecką Warmianką z podolsztyńskiej wsi Butryny. Rodzice byli katolikami i posługiwali się na co dzień językiem polskim – gwarą warmińską, która wówczas była powszechną mową w południowej Warmii. Jednak w wyniku postępującej germanizacji Feliks i jego rodzeństwo mówili już po niemiecku. W okresie warmińskim Nowowiejski nie ujawniał swojego polskiego pochodzenia. Aż do okresu studiów w Berlinie mówił i pisał tylko po niemiecku.
Nowowiejscy przejawiali zamiłowanie do muzyki. Ojciec należał do chóru Towarzystwa Cecyliańskiego, a matka śpiewała pieśni ludowe. Kilkoro z ich dzieci kształciło się muzycznie. Feliks wykazywał szczególne zdolności, jako dziecko skomponował suitę fortepianową Łatwe tańce klasyczne i współczesne. Rodzice wysłali go do najlepszej w regionie szkoły muzycznej w Świętej Lipce (Musik-Anstalt in Heiligelinde, byłe jezuickie Seminarium Musicum), gdzie w latach 1887–1893 uczył się harmonii, gry na fortepianie, skrzypcach, wiolonczeli, waltorni i organach.
Od roku 1893 przebywał w Olsztynie i podjął tam pracę w pruskiej orkiestrze 2. pułku grenadierów, gdzie grał jako wiolonczelista i waltornista. Podczas pobytu w Olsztynie tworzył utwory dla orkiestry wojskowej i zespołów amatorskich. Skomponował wówczas szereg marszów wojskowych, w tym marsz Pod sztandarem pokoju (Unter der Friedensflagge), pierwszy utwór, który przyniósł mu uznanie. Utwór cieszył się dużą popularnością, min. grała go orkiestra British Army oraz był marszem Wojska Polskiego w II Rzeczypospolitej i do dziś jest punktem repertuaru Orkiestry Reprezentacyjnej Wojska Polskiego.

### Okres berliński
Dzięki I nagrodzie uzyskanej w konkursie londyńskiego stowarzyszenia The British Musician w 1898 r. za kompozycję Pod sztandarem pokoju mógł podjąć studia w Konserwatorium Juliusa Sterna w Berlinie (przez pół roku w 1898; teoria, kontrapunkt, kompozycja, gra na organach i wiolonczeli), później kontynuował naukę w Szkole Muzyki Kościelnej w Ratyzbonie (trzymiesięczny kurs, 1900; chorał gregoriański i polifonia), w Akademickiej Szkole Mistrzów Maxa Brucha w Berlinie (niem. Meisterschule Königliche Akademie der Künste; 1900–1902, ponownie w 1904–1906; kompozycja) oraz na Uniwersytecie Berlińskim im. Fryderyka Wilhelma (1900–1902; muzykologia i estetyka).
W latach 1898–1900 pracował w przerwie studiów jako organista w kościele św. Jakuba w Olsztynie. Za uzyskane pieniądze z Nagrody im. Giacomo Meyerbeera w 1902 r. wybrał się w dwuletnią podróż artystyczną przez Niemcy, Czechy, Austrię, Włochy, Afrykę, Francję, Belgię, w czasie której spotkał się z Antoninem Dvořákiem, Gustavem Mahlerem, Camillem Saint-Saënsem, Pietro Mascagnim, Ruggero Leoncavallem. Uzyskał w tym czasie kolejne nagrody.
W początkowym okresie swojej twórczości Nowowiejski związany był z kulturą niemiecką. Skomponował w duchu niemiecko-pruskiego patriotyzmu takie marsze wojskowe jak Deutschland Stolz, Unter den Schwingen des deutschen Aars oraz Zeppelin Marsch. Wojskowy charakter miał również nagrodzony marsz Pod sztandarem pokoju z 1898 roku. W 1904 roku ułożył melodię do niemieckiego Hymnu warmińskiego (Das Ermlandlied, znanego od pierwszych słów jako „Mein Ermland will ich ehren”), do którego dopiero w 1920 roku Maria Paruszewska napisała polskie słowa „O Warmio moja miła”.
W okresie berlińskim (1900-1908) skrystalizowała się jednak polska świadomość narodowa Nowowiejskiego. Za sprawą bliskich kontaktów z Polakami na uniwersytecie (Ludomir Różycki, Mieczysław Karłowicz) dogłębnie zapoznał się z historią Polski i z metodami germanizacji w zaborze pruskim. Pod wpływem Czesława Meissnera, działacza Towarzystwa Czytelni Ludowych, na nowo nauczył się języka polskiego i opanował jego formę literacką. Wpływ na polską tożsamość kompozytora miał też wyznawany katolicyzm, który odróżniał Warmiaków od reszty mieszkańców Prus.
Inspiracji do swojej twórczości szukał wówczas w licznych podróżach, a także w kulturze klasycznej, między innymi w tekstach biblijnych i religijnych, w poezjach Safony czy strofach Simonidesa z Keos. W 1906 skomponował operę Busola (inny tytuł Castelletto) na motywach włoskich legend adriatyckich, a w 1907 napisał oratorium Quo vadis na podstawie powieści Henryka Sienkiewicza.

### Okres krakowski
Od 1909 do 1914 r. był dyrektorem artystycznym krakowskiego Towarzystwa Muzycznego, gdzie pracował jako dyrygent orkiestry symfonicznej i organista. Mieszkał wtedy przy ul. Floriańskiej 20 w Krakowie, wówczas w zaborze austriackim. W dniach od 10 kwietnia do 31 sierpnia 1909 Nowowiejski odbył pielgrzymkę do Ziemi Świętej z grupą 448 pątników z Małopolski i Górnego Śląska zorganizowaną przez Komisariat ZŚ. W Jerozolimie, jak wszyscy znaczący pątnicy, odznaczony został Krzyżem Pielgrzyma.
Mimo krytyki części krakowskiej prasy, która zarzucała mu zbytnią niemieckość i akademickość, nadal komponował utwory w polskim duchu narodowym. Powstały wtedy Skargi Jeremiasza do słów Kornela Ujejskiego, Racławice do wiersza Jerzego Żuławskiego, Madrygał do słów Lucjana Rydla oraz Tren IV do tekstu Jana Kochanowskiego.
W styczniu 1910 roku napisał muzykę do wiersza Marii Konopnickiej „Nie rzucim ziemi skąd nasz ród”, znanej później jako Rota. Pieśń miała być przeznaczona dla krakowskich „sokołów”. 15 lipca 1910 r. w Krakowie, w 500. rocznicę bitwy pod Grunwaldem, na uroczystości odsłonięcia Pomnika Grunwaldzkiego zebrane na placu Matejki chóry pod batutą Feliksa Nowowiejskiego wykonały po raz pierwszy publicznie Rotę Konopnickiej do melodii Nowowiejskiego. Pieśń w tej kompozycji stała się jedną z najważniejszych polskich pieśni hymnicznych.

### Okres poznański
W 1914 wyjechał do Poznania, gdzie organizował koncerty symfoniczne i chóralne, a także własne recitale organowe. W 1914 r. otrzymał I nagrodę na konkursie lwowskiego „Echa” za utwór chóralny Danae. Przez cały okres I wojny światowej pracował w orkiestrze berlińskiej.
Po odzyskaniu niepodległości związał się na stałe z odrodzoną Polską. 18 listopada 1919 r. na stałe zameldował się w Poznaniu (początkowo mieszkał na ul. Wyspiańskiego 12, a od 1929 we własnej willi przy al. Wielkopolskiej 11, posiadając też gospodarstwo z domem przy ul. Obornickiej 303 na Piątkowie). Od 1920 r. prowadził klasę organów w Państwowym Konserwatorium w Poznaniu, gdzie także pełnił funkcję dyrygenta. W tym czasie osobiście zaangażował się w akcję na rzecz wspierania polskiej sprawy przed plebiscytem na Warmii.
Zaprzestał nauczania w 1927 r. i całkowicie oddał się komponowaniu i działalności koncertowej. Prowadził w latach 1935–1939 Miejską Orkiestrę Symfoniczną w Poznaniu, z którą wykonywał muzykę współczesną (Maurice’a Ravela, Alberta Roussela, Florenta Schmitta, Igora Strawinskiego, Tadeusza Zygfryda Kasserna, Tadeusza Szeligowskiego).
Związany był z Morzem Bałtyckim, do którego dostęp odzyskała Polska w 1918 roku. Przez wiele lat wypoczywał latem na Pomorzu: w Gdyni, Wielkich Chełmach lub Legbądzie. W 1919 roku skomponował Hymn do Bałtyku („I póki kropla jest w Bałtyku, polskim morzem będziesz ty”) do słów Stanisława Rybki „Myriusa”, oficjalny hymn polskiej floty morskiej. W roku 1935 wydał Śpiewnik Morski, zawierający jego 34 pieśni o tej tematyce, min do słów Józefa Birkenmajera, Walerii Szalay-Groele, Jana Kasprowicza czy pieśni wojów Bolesława Krzywoustego. Polskiemu morzu poświęcił też operę Legenda Bałtyku z 1924 roku, a także niedokończoną operę Kaszuby z 1934, z której pochodzi popularna piosenka „Hej żeglarzu, żeglujże”.
Po wybuchu II wojny światowej ukrywał się w szpitalu sióstr Elżbietanek w Poznaniu, następnie wyjechał do Krakowa. Do Poznania powrócił w sierpniu 1945 r.
Pogrzeb artysty, który odbył się w Poznaniu 22 stycznia 1946 r., stał się manifestacją narodową. Przed ratuszem wykonano m.in. psalm Mikołaja Gomółki, motet autorstwa Orlanda di Lasso i hymn pt. Ufajcie Nowowiejskiego. Tłumy zaintonowały Rotę. Pochowany został na tzw. Skałce Poznańskiej, w krypcie Zasłużonych kościoła św. Wojciecha.

## Dorobek artystyczny (wybór)

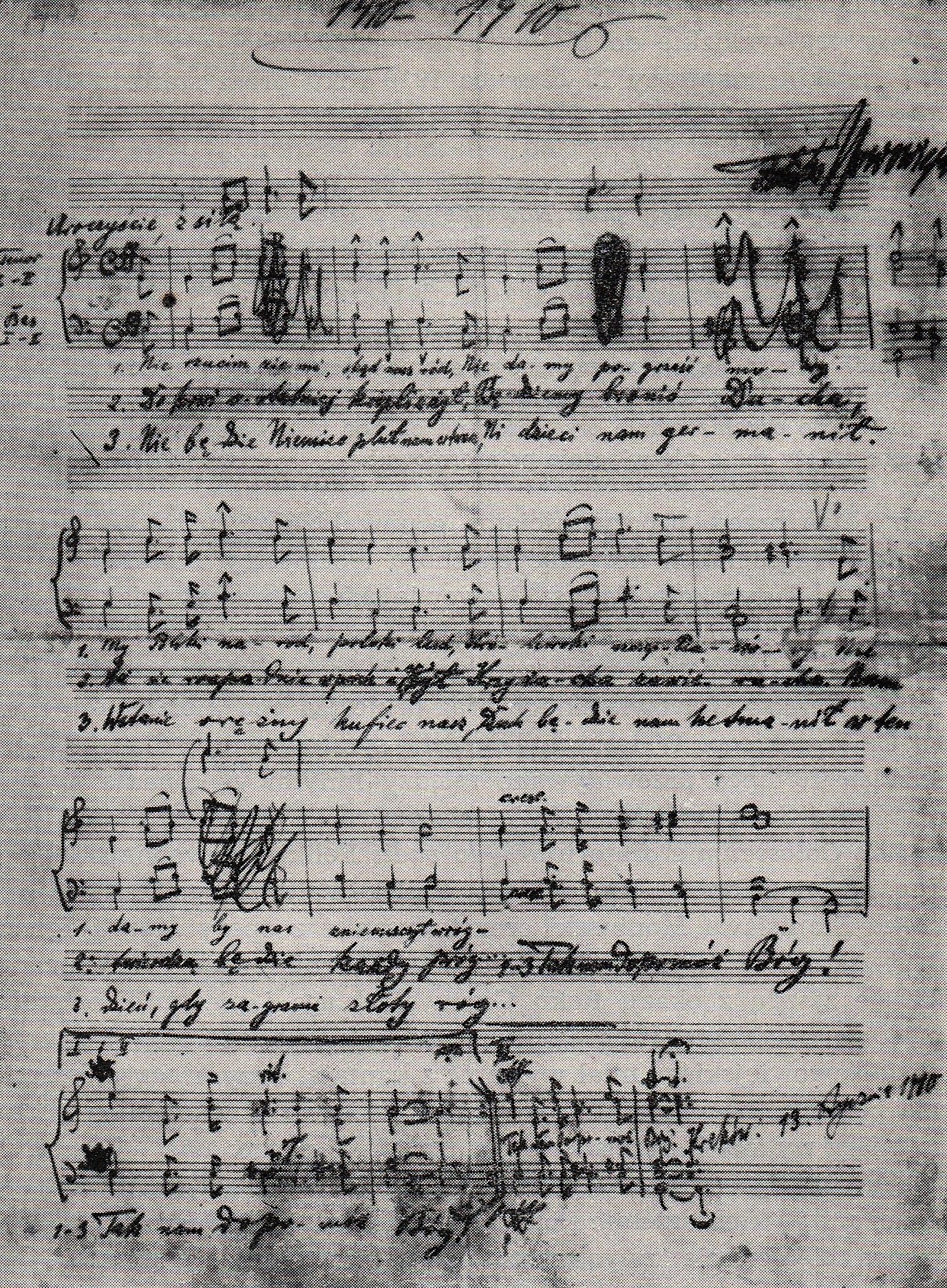
Rękopis Roty ze zbiorów Biblioteki Jagiellońskiej

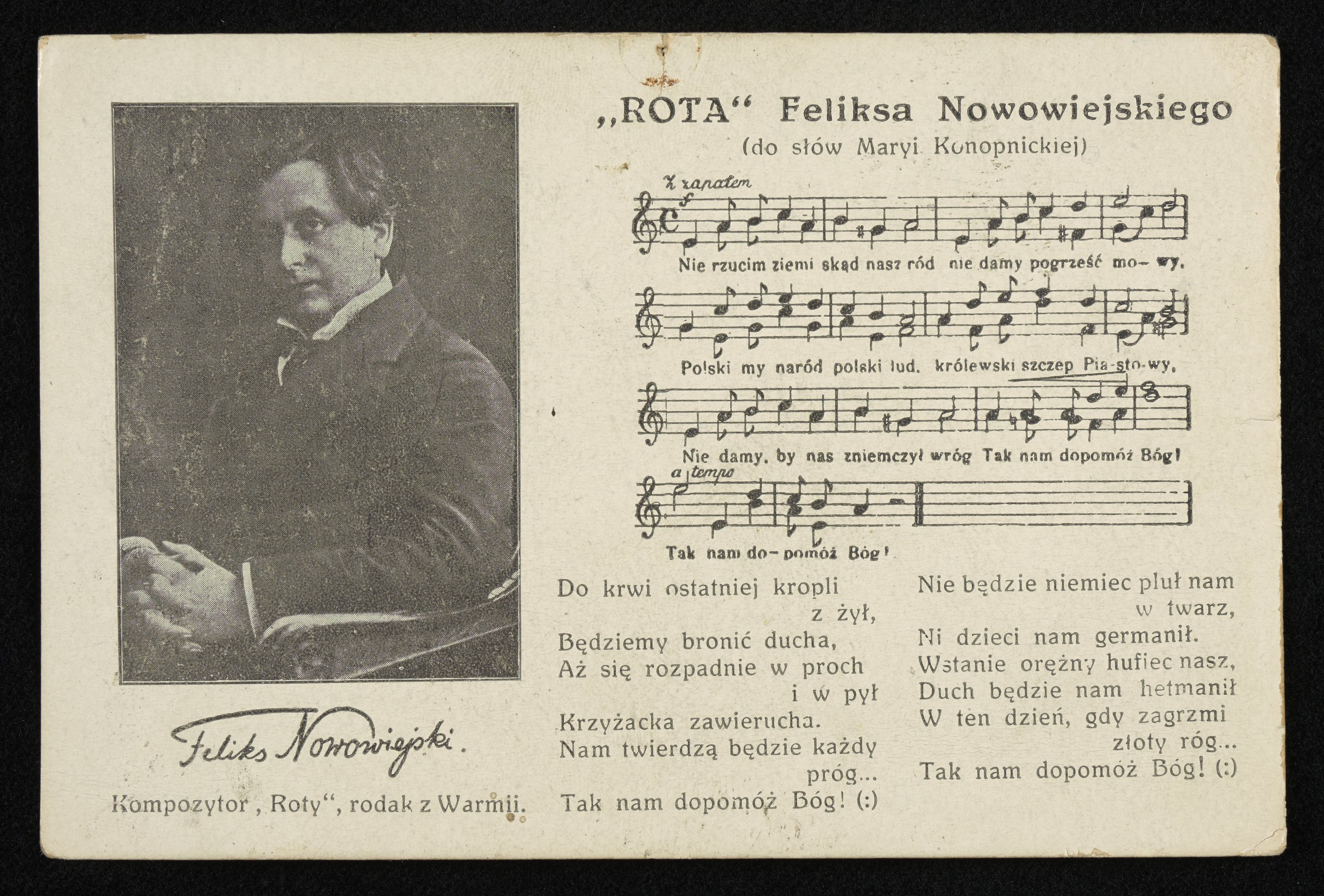
Pocztówka z Rotą i zdjęciem kompozytora wydana w Poznaniu w 1920 roku z okazji plebiscytu na Warmii

- marsz na fortepian Pod sztandarem pokoju (Unter der Friedensflagge, 1898) – nagroda uzyskana na międzynarodowym konkursie The British Musician w Londynie
- oratorium Powrót syna marnotrawnego (1902) – nagroda im. G. Meyerbeera
- uwertura Swaty polskie (1903) – nagroda im. Ludwiga van Beethovena
- poematy symfoniczne op. 17: nr 1 „Beatrycze” (1903), nr 2 „Nina i Pergolesi” (1905), nr 3 „Śmierć Ellenai” (1915)
- pieśń Hymn warmiński (1904, sł. niem. „Mein Ermland will ich ehren”, sł. pol. „O Warmio moja miła”)
- oratorium Znalezienie Świętego Krzyża ze słynnym Parce Domine (1906)
- opera Busola (1906, niem. Der Kompass, inny tytuł Castelletto)
- oratorium Quo vadis (1907) – sceny dramatyczne na bas, baryton, sopran, chór, orkiestrę symfoniczną i organy – do libretta A. Jungst na motywach powieści H. Sienkiewicza: I. Forum Romanum. Pożar Rzymu. II. Marsz pretorianów. III. Nocne zgromadzenie chrześcijan w katakumbach. IV. Via Appia – widzenie Chrystusa przez Piotra. Finał.
- pieśń Rota („Nie rzucim ziemi skąd nasz ród”, 1910)
- opera Emigranci (1917)
- pieśń Marsylianka wielkopolska (1919)
- pieśń Hymn do Bałtyku (1919)

- opera Legenda Bałtyku[21] (1924)

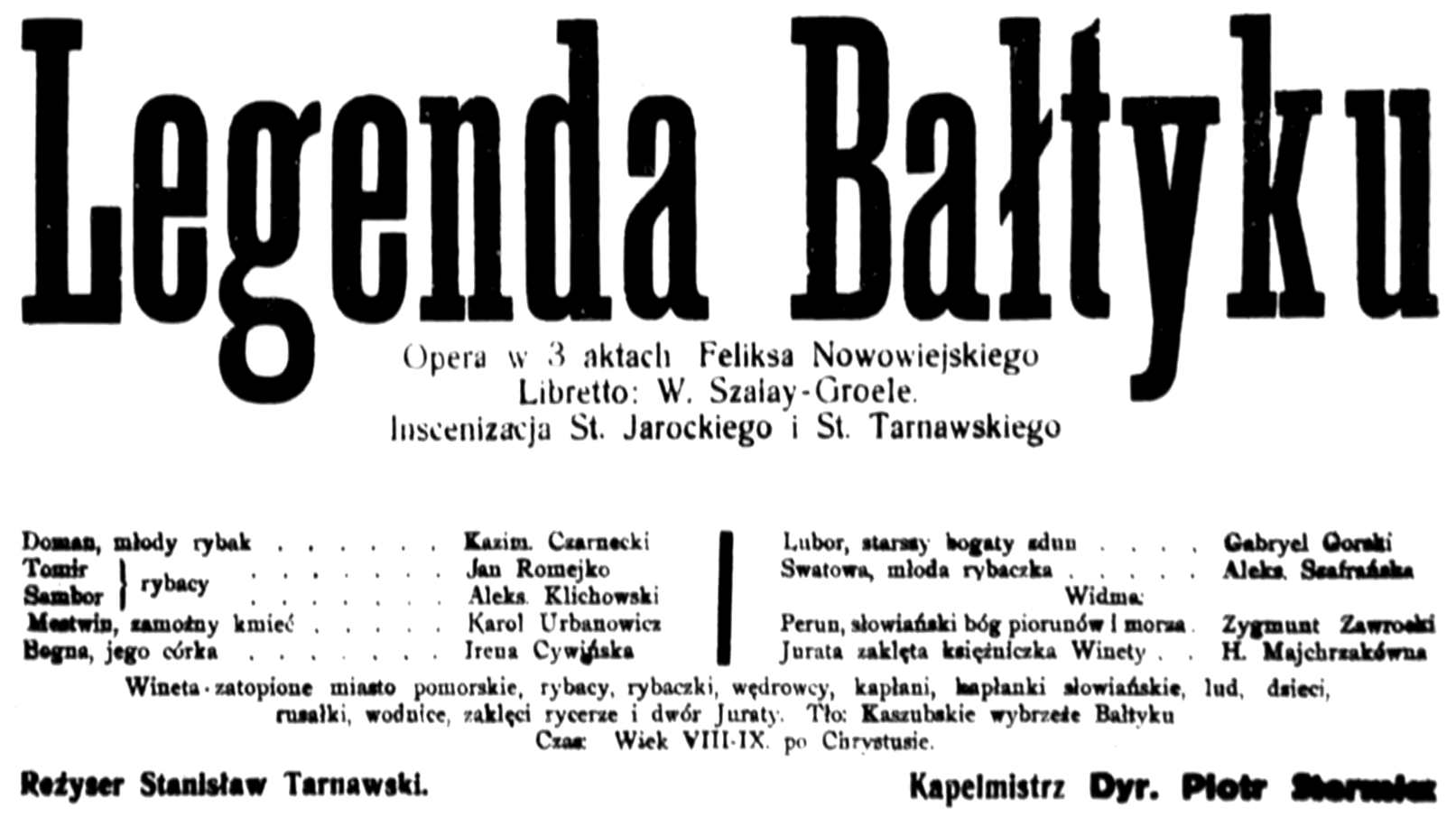
Plakat premierowy Legendy Bałtyku z 1924

- balet-opera Malowanki ludowe (1928)
- balet (baśń baletowa) w 13 obrazach Król Wichrów (1929)
- Koncert wiolonczelowy op. 55
- Koncert fortepianowy op. 60
- cztery symfonie: I h-moll op. 12 „Siedem barw Iris”, II op. 52 „Praca i rytm”, III op. 53 „Symfonia Białowieska”, IV op. 58 „Symfonia pokoju” na 3 głosy solowe, recytatora, chór mieszany i orkiestrę
- dziewięć symfonii organowych, op. 45 (ok. 1929–31)
- cztery koncerty organowe, op. 56 (ok. 1930–40)
- poemat In Paradisum na organy, op. 61 (1941)
- dziewięć mszy:
  - Polska msza pasterska na chór mieszany a cappella lub z organami bądź orkiestrą symfoniczną, op. 24 nr 1 (wyd. 1946)
  - Msza Polska „Bogu Rodzica” na chór mieszany a cappella, op. 25 nr 5 (1922, wyd. 1947)
  - Missa Mariae Claromontanae na chór męski a cappella
  - Missa de Lisieux na chór męski z udziałem dwóch głosów solowych (tenor, baryton), op. 49 nr 2
  - Missa pro Pace na chór mieszany i organy, op. 49 nr 3 (ok. 1933, wyd. 1936)
  - Missa Stella Maris na chór mieszany i organy, op. 49 nr 4 (wyd. 1937)
  - Missa de Lourdes na chór mieszany a cappella, op. 49 nr 5
  - Missa Christus spes mea na chór mieszany a cappella, op. 49 nr 6
  - Msza gregoriańska na jeden głos i organy, op. 49 nr 7
- utwory organowe i fortepianowe
- liczne utwory wokalne i chóralne (w tym ok. 600 pieśni)

## Życie prywatne

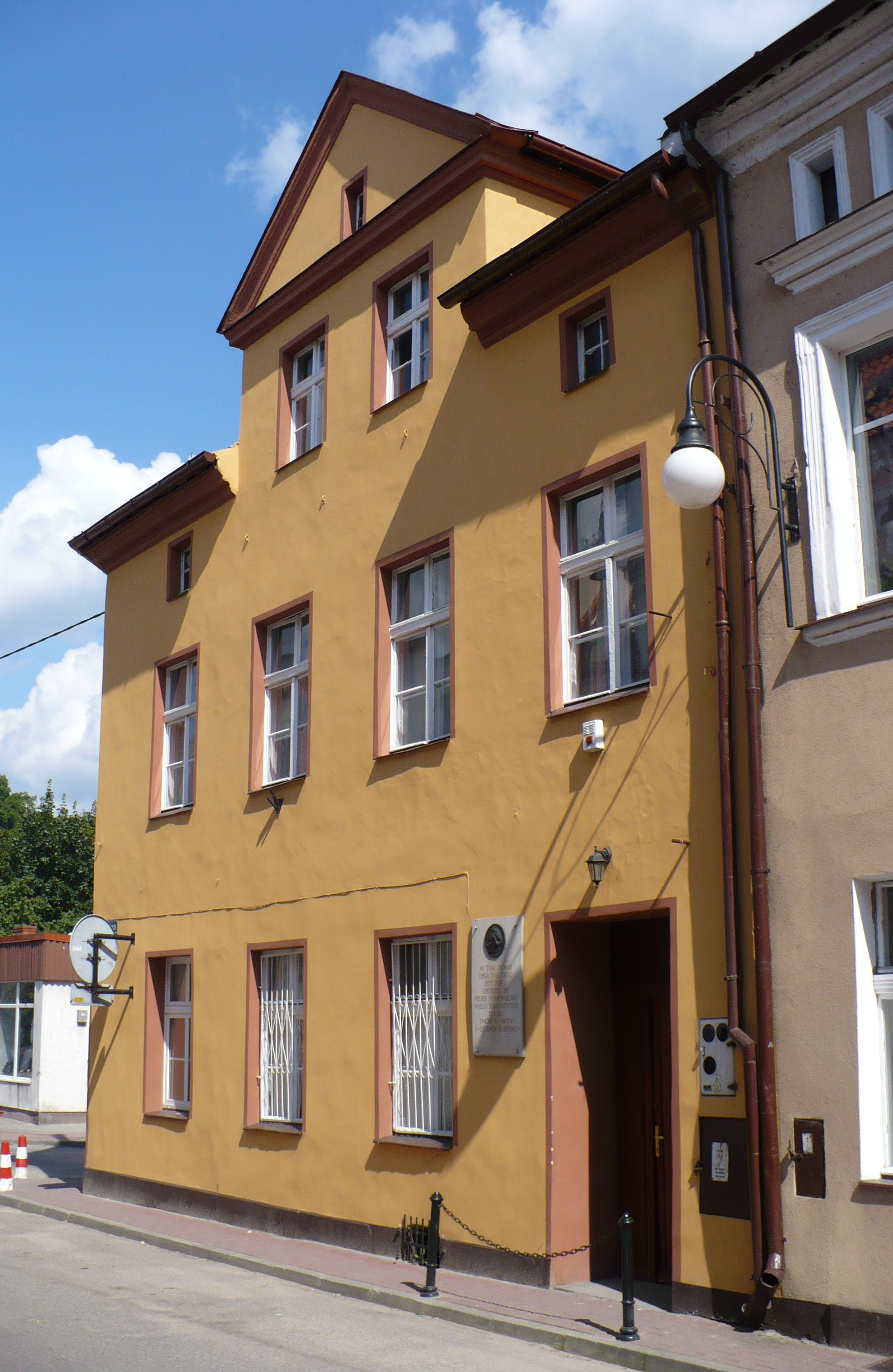
Muzeum Feliksa Nowowiejskiego w Barczewie znajdujące się w miejscu, w którym wcześniej znajdował się dom rodzinny kompozytora

W 1911 r. zawarł związek małżeński z Elżbietą Mironow-Mirocką, z którego urodziło się pięcioro dzieci. Ich najmłodszy syn Jan Nowowiejski (1933-2016) był również pianistą i pedagogiem muzycznym.

## Ordery i odznaczenia
- Krzyż Komandorski Orderu Odrodzenia Polski (11 listopada 1936)[22]
- Krzyż Pielgrzyma (1909)[13]

## Inne wyróżnienia
Nagrody:
- 1898 I nagroda w konkursie londyńskiego stowarzyszenia The British Musician za kompozycję Pod sztandarem pokoju
- 1902: Nagroda im. Giacomo Meyerbeera (Prix de Rome) za oratorium Powrót syna marnotrawnego i Uwerturę romantyczną,
- 1903: Nagrodę im. Ludwiga van Beethovena (fundowana przez Ignacego Jana Paderewskiego) w Bonn za uwerturę Swaty polskie,
- 1904: Nagroda im. Giacomo Meyerbeera (Prix de Rome) za Symfonię a-moll (później wycofaną) oraz za I Symfonię h-moll,
- 1907: I nagroda na konkursie kompozytorskim we Lwowie za Żałobny pochód Kościuszki na Wawel,
- 1910: Nagroda na konkursie kompozytorskim we Lwowie na 100. rocznicę urodzin Fryderyka Chopina za pieśń solową Zagasły już.

W 1931 r. został honorowym członkiem The Organ Music Society w Londynie.
W 1935 r. przyznano mu w Warszawie Państwową Nagrodę Muzyczną.
W 1935 r. a swoje liczne dzieła religijne – w tym za Missa pro pace (z łac. Msza w intencji pokoju) – Nowowiejski otrzymał od papieża Piusa XI tytuł szambelana papieskiego.

## Upamiętnienie

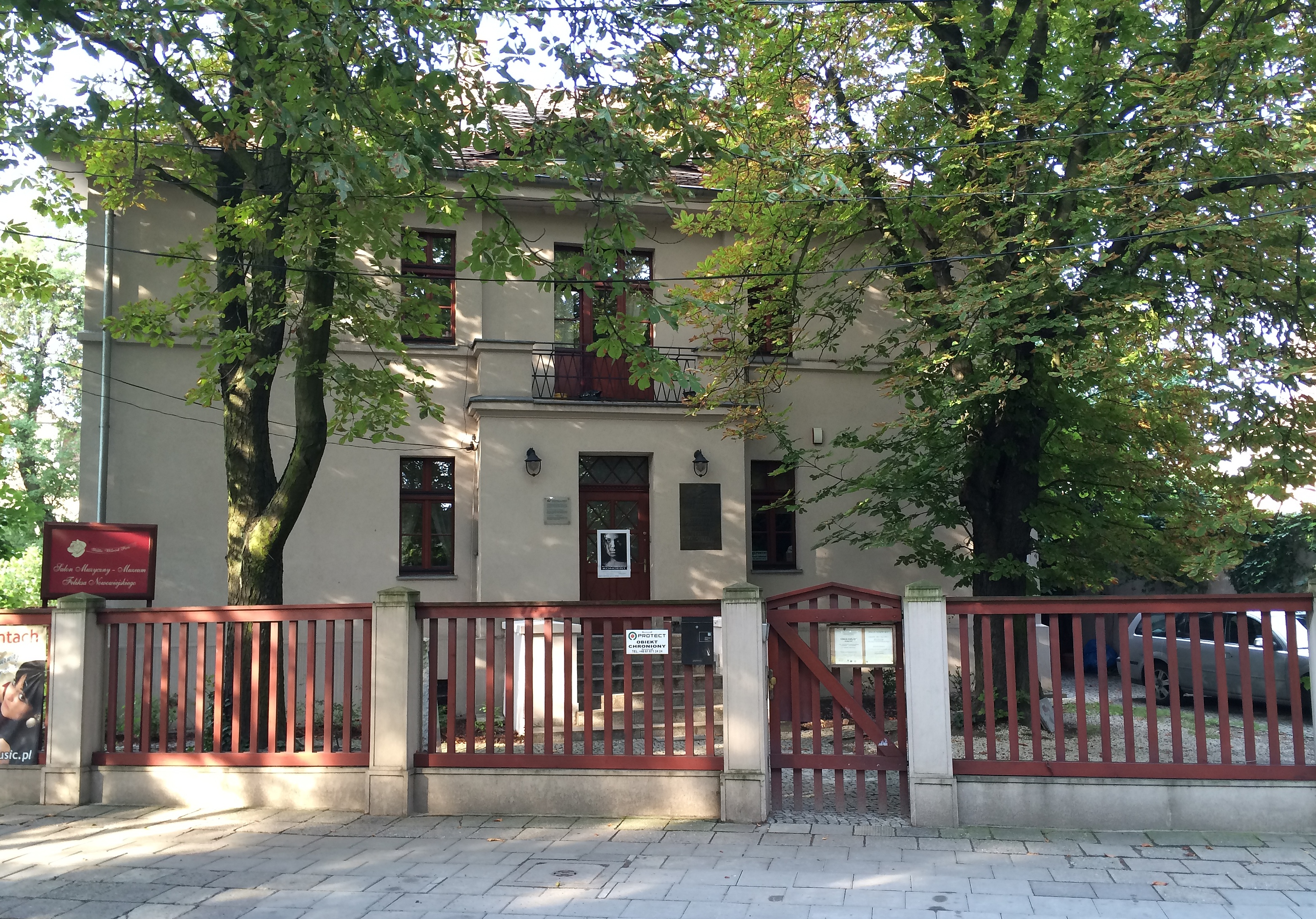
Salon Muzyczny – Muzeum Feliksa Nowowiejskiego w Poznaniu, w jego dawnym domu

W jego domu rodzinnym w Barczewie (ul. Mickiewicza 13) mieści się od 1961 r. Muzeum (otwarte od wtorku do niedzieli). Od 2007 r. Muzeum nosi nazwę Salonu Muzycznego im. Feliksa Nowowiejskiego w Barczewie. W swoich zbiorach posiada wiele cennych, oryginalnych pamiątek z życia i twórczości Feliksa Nowowiejskiego, fortepian, meble, rękopisy i wiele dokumentów. Salon prowadzi działalność kulturalno-edukacyjną oraz wystawienniczą. Odbywają się tu koncerty, spotkania, lekcje muzealne, warsztaty, lekcje gry na instrumentach, wystawy i inne inicjatywy. W 2011 r. Muzeum obchodzi 50 lat istnienia. Honorowym obywatelem Barczewa był syn kompozytora – Jan Nowowiejski. Od 2002 roku odbywa się tam corocznie Międzynarodowy Festiwal Muzyki Chóralnej im. Feliksa Nowowiejskiego, a w ramach festiwalu Międzynarodowa Konferencja Naukowa „Kultura muzyczna na Warmii i Mazurach”.
W 1946 przez kilka miesięcy (IX-XII) jego rodzinne miasto Wartmebork nosiło nazwę Nowowiejsk, którą jednak ostatecznie zamieniono na Barczewo upamiętniając ks. Walentego Barczewskiego – polskiego działacza narodowego na Warmii.
W Poznaniu, w którym kompozytor osiadł w 1919, nazwano jego imieniem jedną z ważniejszych ulic w centrum miasta. W jego domu na Sołaczu przy alei Wielkopolskiej 11, od 7 lutego 2008, działa Salon Muzyczny–Muzeum Feliksa Nowowiejskiego, w którym odbywają się liczne koncerty, wydarzenia, wystawy czy warsztaty muzyczne. Na tym budynku wisi też poświęcona mu tablica pamiątkowa. Przed budynkiem dodatkowo znajduje się obelisk odsłonięty w dniu 23 listopada 2010 r., w stulecie powstania i prawykonania Roty. Autorem projektu tablicy był prof. Józef Stasiński. W odsłonięciu uczestniczył Jan Nowowiejski – syn Feliksa, muzyk. Także w Poznaniu, od 1994 roku, odbywa się co pięć lat Międzynarodowy Konkurs Organowy im. Feliksa Nowowiejskiego. Jego organizatorem jest Towarzystwo im. Feliksa Nowowiejskiego w Poznaniu we współpracy z poznańską Akademią Muzyczną.
Feliks Nowowiejski został patronem m.in. Warmińsko-Mazurskiej Filharmonii w Olsztynie, Akademii Muzycznej w Bydgoszczy, Zespołu Szkół Muzycznych w Szczecinie, Ogólnokształcącej Szkoły Muzycznej I i II stopnia w Gdańsku, Państwowej Szkoły Muzycznej I stopnia w Kwidzynie, Szkoły Podstawowej nr 1 w Kętrzynie, Szkoły Podstawowej nr 1 w Barczewie oraz Liceum Ogólnokształcącego w Braniewie.
Został także patronem ulic w ponad 20 polskich miastach, do których należą: Bartoszyce, Barczewo, Białogard, Bydgoszcz, Częstochowa, Katowice, Kępno, Koszalin, Lublin, Malbork, Mielec, Mosina, Olsztyn, Olsztynek, Opole, Pasłęk, Poznań, Radom, Sieradz, Skwierzyna, Słupca, Strumień, Sztum, Śrem. Jest także patronem stawu w Sopocie, parku w Pucku i bulwaru nadmorskiego w Gdyni.
Sejm Rzeczypospolitej Polskiej ustanowił rok 2016 m.in. Rokiem Feliksa Nowowiejskiego.

### Tablice pamiątkowe

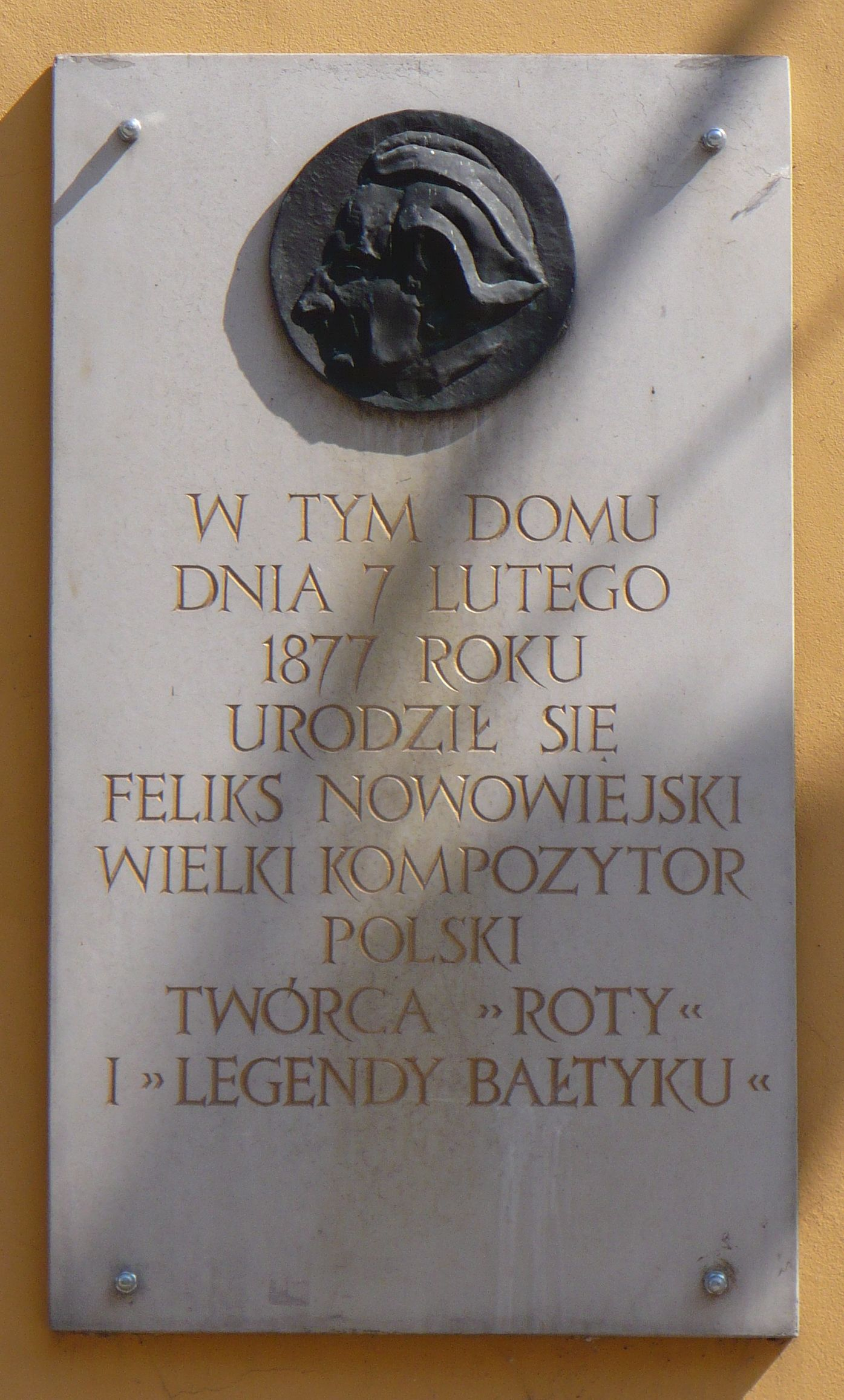
Tablica pamiątkowa w miejscu narodzin Feliksa Nowowiejskiego w Barczewie przy ul. Mickiewicza 13
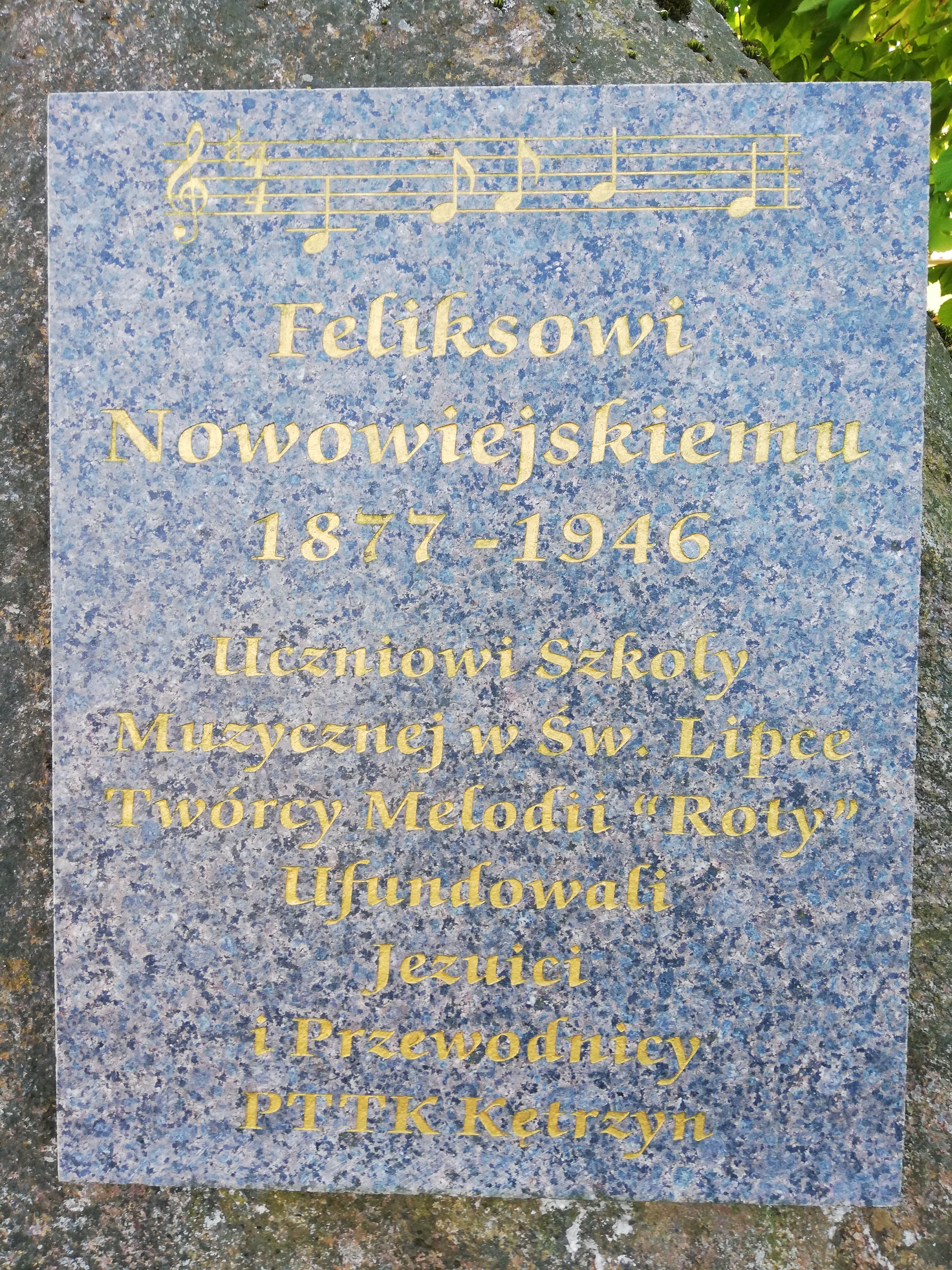
Tablica pamiątkowa w Świętej Lipce, gdzie uczył się w szkole muzycznej
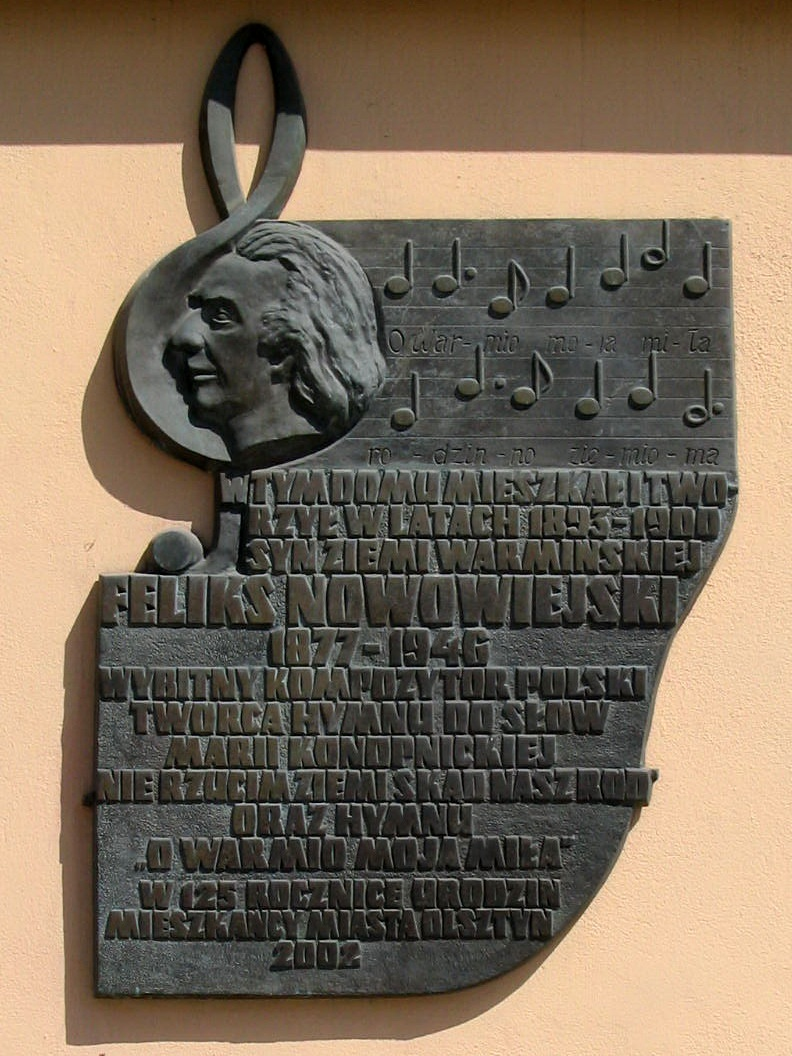
Tablica pamiątkowa na domu, w którym mieszkał w Olsztynie przy ul. Pieniężnego 18
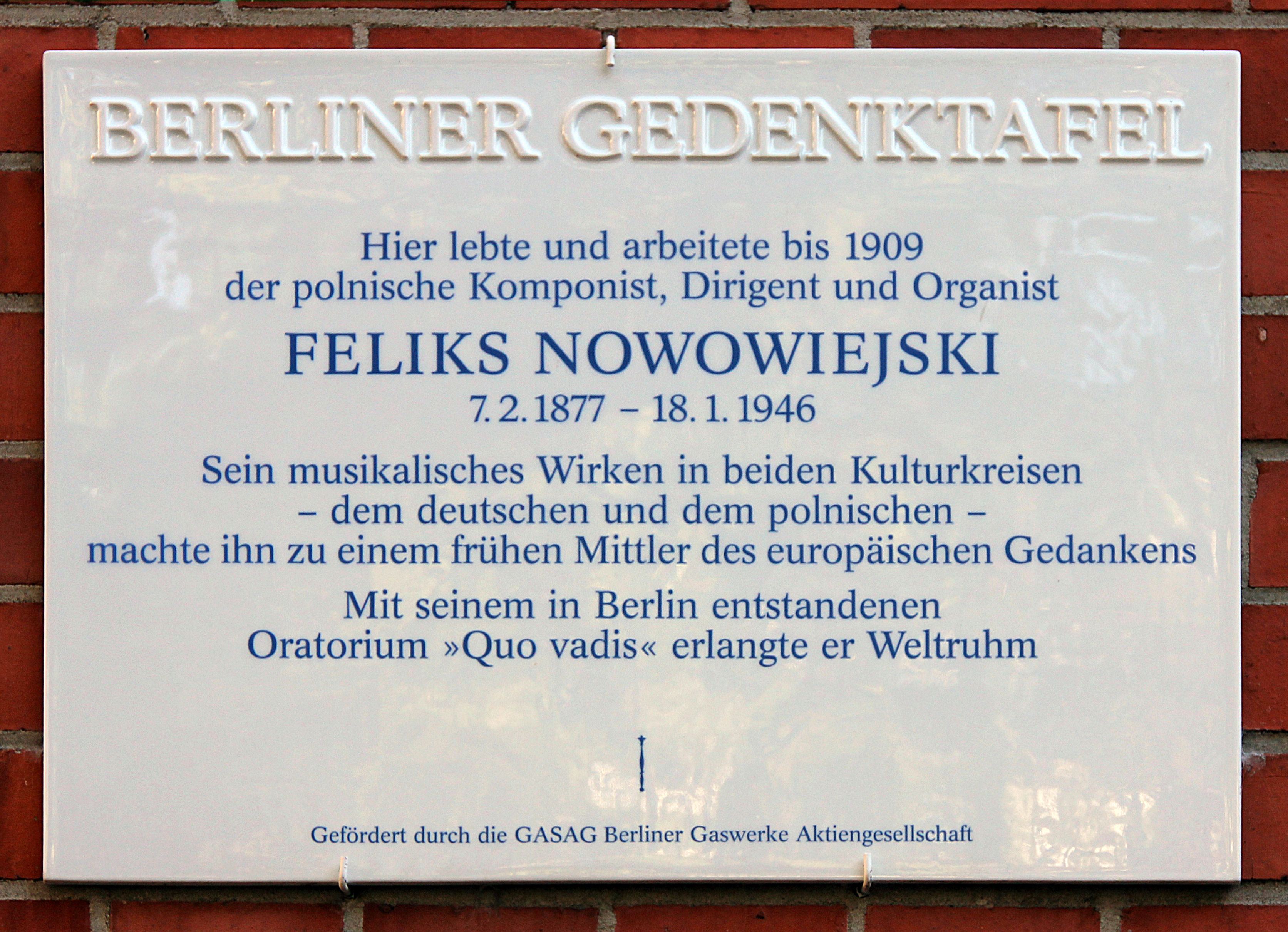
Tablica pamiątkowa na fasadzie kościoła św. Pawła w Berlinie, w którym Feliks Nowowiejski do 1909 był organistą i dyrygentem chóru
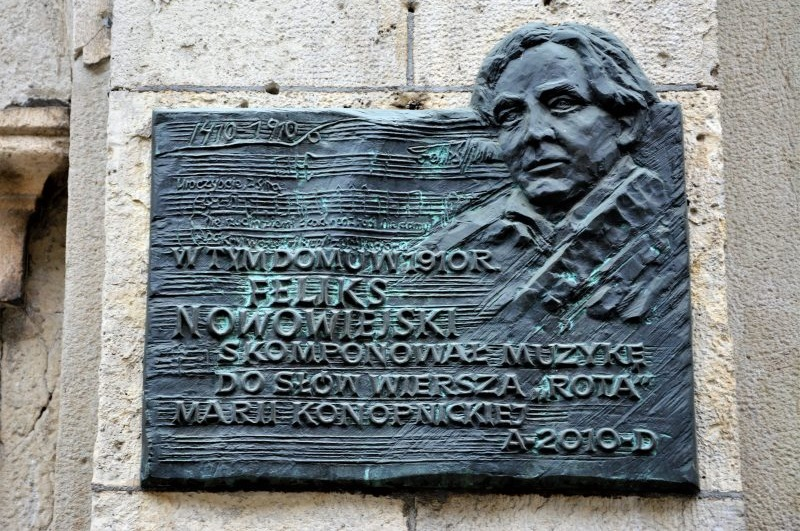
Tablica pamiątkowa na domu przy ul. Floriańskiej 20 w Krakowie, gdzie mieszkał i skomponował Rotę
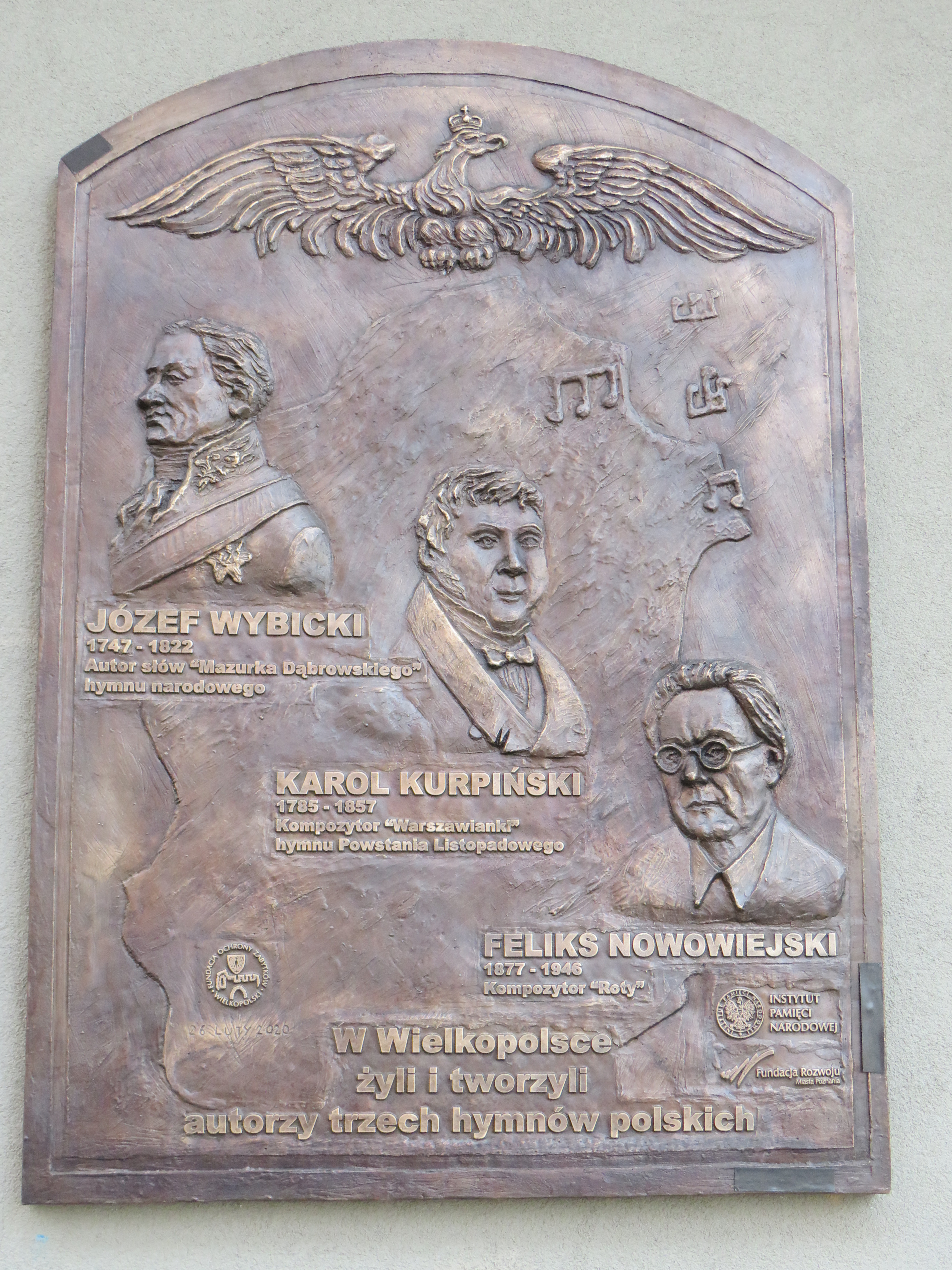
Tablica w Poznaniu upamiętniająca twórców trzech hymnów polskich